# أصل درب التبانة (تينتوريتو)
أصل درب التبانة هي لوحة لفنان عصر النهضة الإيطالي الراحل ياكوبو تينتوريتو . توجد
اللوحة في المتحف الوطني بلندن، بمجموعة أورلينز سابقًا (The Orleans (Collection، وهي لوحة زيتية علي القماش وتعود إلي الحقبة الزمنية من فترة (1575-1580) بعد الميلاد.
وفقًا للأسطورة، فقد أُحضرالطفل هرقل (Heracles) إلي هيرا (Hera) بواسطة أختة غير الشقيقة أثينا (Athena)، التي لعبت فيما بعد دورًا هامًا كإلهة للحماية. أعتنت هيرا بهرقل بدافع الشفقة، لكنه رضع من ثديها بقوة لدرجة أنه تسبب في ألم هيرا ودفعته بعيدًا. فرُش  حليبها عبر السماوات، وشَكل درب التبانة. وبواسطة الحليب الإلهي حصل هرقل علي قوي خارقة.

## وصلات خارجية
- High definition image on Google art
- Tintoretto's The Origin of the Milky Way, Smarthistory, video (5:19)
- The Origin of the Milky Way (podcast with transcript: Miranda Hinkley & Karly Allen, National Gallery London February 2009)